# 김인기 (프로게이머)
김인기(1984년 10월 9일~)는 대한민국의 전직 스타크래프트 프로게이머이다. 웅진 스타즈 소속으로 활동하였다. 종족은 프로토스이며, 아이디는 FanTastic_Namoo이다.
2005년 하반기 드래프트에서 한빛 스타즈(현 웅진 스타즈)의 2차 지명으로 입단하였다.
김인기는 2005년 스카이 프로리그 후기부터 출전하기 시작했다. 개인전에서는 1승5패로 부진했지만 팀플레이에서 신정민과 호흡을 맞추면서 신한은행 프로리그 2007 전기리그에서만 15전 11승4패를 기록하는 등 맹활약했다. 김인기는 박대만이 공군에 입대한 뒤 한빛 시절 주장을 맡으면서 팀을 이끌기도 했다.
그렇지만 2008 시즌부터 팀플레이가 폐지되자마자 김인기는 부진해지면서 결국 2009년 5월 26일 창원에 위치한 부대로 입소했다. 2011년 10월 21일 은퇴가 공시되었다.
김인기의 통산 프로리그 성적은 정규 시즌 15승18패, 포스트 시즌 1승을 기록했다.

## 수상 경력
- 2004년 제8회 커리지매치 우승
- 2007년 신한은행 프로리그 2007 전기리그 팀플 조합상 (김인기,신정민)

## 관련 일화
- 김인기의 넥서스 399사건: 맵은 신 개척시대이며, 김인기는 3게이트 질럿으로 압박을 시도하고 이재황은 본진 투해처리를 건설하면서 저글링으로 몰래 뒤치기. 이재황은 중립건물들을 모두 부숴 놓으면서 넥서스 일점사. 김인기는 건물과 유닛들을 취소하지만 미네랄 399원이 남아 올인러쉬를 시도하지만 성큰과 저글링에 막히며 결국 패배를 하고 만다. 이때 홈쇼핑 채널에서 잭필드 청바지를 판매하고 있었는데 그 가격이 3만 9천 9백원 이어서 잭필드 토스라는 별명이 붙게 되었다.[1]